# Związek Młodzieży Mniejszości Niemieckiej w RP
Związek Młodzieży Mniejszości Niemieckiej w Rzeczypospolitej Polskiej (ZMMN) (niem. Bund der Jugend der deutschen Minderheit in der Republik Polen (BJDM)) – ogólnopolska pozarządowa organizacja młodzieży mniejszości niemieckiej założona w 1992 roku.

## Cele organizacji
1. Pielęgnacja kultury niemieckiej i języka niemieckiego.
2. Podtrzymywanie tożsamości młodych Niemców w Polsce.
3. Budowanie pozytywnego wizerunku Niemca w Polsce i obalanie krzywdzących stereotypów.
4. Podnoszenie kwalifikacji i kształcenie członków organizacji.
5. Współpraca krajowa i międzynarodowa z organizacjami mniejszości niemieckiej, ośrodkami kultury niemieckiej itp.

## Struktura

### Członkowie
Członkiem Juniorem może być każda osoba w wieku 14–16 lat, mająca pochodzenie niemieckie lub będąca zainteresowaną kulturą niemiecką. Członek Junior nie ma czynnego prawa wyborczego i nie może być członkiem Zarządu. Członkiem Zwyczajnym może być każda osoba w wieku 16-35, posiadająca pochodzenie niemieckie. Członek zwyczajny ma prawo wybierać i być wybierany do Zarządu i Komisji. Członek Wspierający to każda osoba w wieku 16-35 niemająca pochodzenia niemieckiego. Osoba ta nie ma czynnego prawa wyborczego w strukturach. Członek Senior, każda osoba w wieku od 35 lat wzwyż, nie posiada czynnego prawa wyborczego w strukturach.
Każdy członek organizacji może korzystać z każdego projektu i inicjatywy zaproponowanej przez Związek.

### Koła
Koła liczą od 3 członków wzwyż. Ich siedziby znajdują się w lokalnych kołach DFK. Każde Koło raz na dwa lata wybiera Zarząd Koła.
1 stycznia 2022 istniało 13 kół terenowych (8 w województwie opolskim, 4 w województwie śląskim i 1 w województwie małopolskim):
1. Koło BJDM Alt Budkowitz
2. Koło BJDM Bodland
3. Koło BJDM Chronstau
4. Koło BJDM Czissek
5. Koło BJDM Dyloken
6. Koło BJDM Kattowitz
7. Koło BJDM Krakau
8. Koło BJDM Ellguth Turawa
9. Koło BJDM Luboschütz
10. Koło BJDM Oppeln-Zentrum
11. Koło BJDM Ratibor
12. Koło BJDM Rybnik
13. Koło BJDM Tarnowitz

### Zarząd Krajowy
Na czele organizacji stoi Zarząd Krajowy składający się z minimum 5 do 9 osób. Zarząd Krajowy wybierany jest na kadencję dwuletnią przez Radę Delegatów Związku. Zarząd reprezentuje Związek na zewnątrz, planuje, podejmuje współpracę i działania. Przewodniczący zarządu był od 2014 Roland Giza

### Rada Delegatów
Związek podzielony jest na cztery regiony. W każdym z tych regionów na spotkaniach wyborczych wybierani są przedstawiciele-delegaci na okres dwóch lat. Podział prezentuje się w następujący sposób:
- Region opolski (województwo opolskie)- 5 delegatów
- Region śląski (województwo śląskie) – 5 delegatów
- Region zachodni (województwo dolnośląskie, województwo wielkopolskie, województwo lubuskie) – 4 delegatów
- Region północny (województwo warmińsko-mazurskie, województwo zachodniopomorskie, województwo pomorskie) – 4 delegatów

Strukturę Związku opisuje dokładnie Statut Organizacji.

### Przewodniczący Zarządu Krajowego
- 1992–1994 – Krzysztof Bramorski
- 1994–1996 – Bernard Ploszczyk
- 1996–1998 – Krzysztof Bramorski
- 1998–1999 – Beata Fiola
- 1999–2000 – p.o. Martin Lippa
- 2000–2004 – Martin Lippa
- 2004–2007 – Piotr Koziol
- 2007–2008 – Damian Hutsch
- 2008–2009 – Anna Schramowski
- 2009–2014 – Joanna Hassa
- 2014–2016 – Roland Giza
- 2016–2020 – Katrin Koschny
- 2020–2022 – Oskar Zgonina[2]
- od 2022 – Weronika Koston[3]

## Projekty
Związek organizuje szeroki wachlarz imprez, szkoleń i kursów. Najważniejsze z nich to: Wielkie Ślizganie, akcję z której zebrane fundusze przeznaczane są dla domów dziecka z Opolszczyzny; Szkolenie Liderów Grup Młodzieżowych w Łebie; Konferencja Młodzieżowa, której celem jest wymiana doświadczeń i podtrzymywanie języka oraz tożsamości niemieckiej; wydawanie kwartalnika ANTIDOTUM, Gala BJDM oraz Weihnachtsmarkt w Opolu.
A także inne projekty jak: kursy języka niemieckiego, spływy kajakowe, spotkania adwentowe, Dni św. Marcina, projekcje filmów niemieckich, happeningi, konkursy literackie, wyjazdy studyjne czy projekty międzynarodowe.

## Jugendpunkt
Biuro powstałe w wyniku fuzji Jugend – Forum – Młodych i Związku Młodzieży Mniejszości Niemieckiej. Biurem kieruje menadżer, którego zadaniem jest udzielanie młodzieży praktycznych porad w pisaniu, realizacji i rozliczaniu wniosków, głównie młodzieżowych. Ponadto spotyka się z przedstawicielami kół BJDM i DFK w ich rodzimych miejscowościach oraz pośredniczy instytucjom dotującym takim jak np. Polsko – Niemiecka Współpraca Młodzieży, Fundacja Rozwoju Śląska oraz Wspierania Inicjatyw Lokalnych czy Konsulat Republiki Federalnej Niemiec w Opolu.

## Członkostwo w innych organizacjach
Związek należy do:
- Związku Niemieckich Stowarzyszeń Społeczno-Kulturalnych w Polsce i jest członkiem zrzeszonym.
- Domu Współpracy Polsko-Niemieckiej od 1999 roku i jest członkiem stałym.
- Jugend Europäischer Volksgruppen od 1998 roku i jest członkiem stałym.
- Polskiej Rady Organizacji Młodzieżowych od 2011 roku i jest członkiem Drugiej Izby.